# Sideridis palmillo
Sideridis palmillo là một loài bướm đêm trong họ Noctuidae.